# Улица Ленина (Королёв)
У́лица Ле́нина — улица в центральной части города Королёв.

## История
Появилась на месте бывшей лесной просеки. В составе дачного поселка носила название Семёновского проспекта. В середине улицы в восточном направлении отходит улица Октябрьская (первоначально — Перловский проспект), а в диагональных направлениях — улица Кирова и улица Коминтерна. Площадь Ленина на пересечении улиц была центром посёлка Калининский.
Первые дома на улице Ленина были построены для рабочих и специалистов Орудийного завода, эвакуированного в Подлипки из Петрограда в 1918 году. Первоначально строились бревенчатые дома, затем появились каменные. Основная застройка улицы началась в 1939 году и продолжается в настоящее время. Улица застроена 1—22-этажными жилыми домами.
Часть улицы от улицы Гагарина до Пионерской улицы до 2007 года была полностью застроена частными деревянными дома, а также деревянными оштукатуренными жилыми двухэтажными домами, которые являлись одними из первых домов города. Начиная с 2009 года идёт снос этих домов с постройкой на их месте новых многоэтажных жилых комплексов.

## Трасса
Улица Ленина начинается у железной дороги, пересекает улицу Карла Либкнехта, проезд Дзержинского, улицу Гагарина и заканчивается на Пионерской улице.

## Транспорт
Автобусы:
- 1 (ул. Силикатная — ст. Болшево — ст. Подлипки — ул. Силикатная) [4]
- 9 (Гастроном — ст. Болшево — ЦНИИМАШ) [5]
- 28 (ул. Силикатная — ст. Болшево — ст. Подлипки — ст. Мытищи) [6]
- 31 (Лесные Поляны — ст. Болшево — ст. Подлипки) [7]
- 392 (ул. Силикатная — ст. Болшево — ст. Подлипки — Москва (м. ВДНХ)) [8][9]

Маршрутные такси:
- 1 (ул. Силикатная — ст. Болшево — ст. Подлипки — ул. Силикатная) [4]
- 3 (ул. Силикатная — ст. Подлипки) [10]
- 4 (ул. Силикатная — ст. Болшево — ст. Подлипки — Рынок на Яузе) [11]
- 5 (ул. Мичурина — ст. Подлипки) [12]
- 8 (пл. Валентиновка) — ул. Гражданская — ст. Болшево — ст. Подлипки) [13]
- 13 (ст. Подлипки — Лесная школа — ст. ́Болшево — ст. Подлипки) [14]
- 17 (ул. Лермонтова — ст. Подлипки) [15]
- 28 (ул. Силикатная — ст. Болшево — ст. Подлипки — ст. Мытищи) [6]

От начала улицы и до пересечения её с проездом Дзержинского движение транспорта двустороннее, далее движение транспорта одностороннее.

## Организации
- дом 2а: МБУ «Автобытдор»,
- дом 2б: Автосервис, Автозаправочная станция
- дом 2: Поликлиника № 1 медико-санитарной части № 170, Станция скорой медицинской помощи медико-санитарной части № 170,
- дом 3а: Королёвский фонд «Градостроительство, Экология и Землепользование», Переселенческий дом
- дом 3: Мужское общежитие № 6
- дом 4а: Музей космической техники ЗЭМ РКК «Энергия», Мемориальная доска Корсакову Н. П. (1924—1945), Памятник С. П. Королёву от РКК «Энергия», Памятник космической техники — ракета «Восток», ОАО «РКК Энергия» им. С. П. Королева"
- памятник В. И. Ленину
- дом 4б: Офисный центр «Большая Медведица»
- дом 10а: Магазин рыбной продукции «Главрыба», Кафе «Феникс-пицца»
- дом 10/6: Стоматология «Вита-Дент», Штаб-буфет «Трофейный патефон»
- дом 10: Доска информационная о фабрике-кухне
- дом 11/2: Королёвский отдел Роснедвижимости
- дом 12/9: Здание городских бань пос. Калининский, Королёвские бани
- дом 14/12: Юридическая фирма «Решение», Туристическое агентство «Global-Travel», Кафе «Лепёшка»
- дом 15/1: Центр народного творчества «Созвездие»
- дом 17: Компания «Мастер ПромАльпКоманда»
- дом 19: Фонд содействия молодёжному образованию и культуре «Глагол»
- дом 22а: Школа № 21 г. Королёва
- дом 24: Дома, построенные для рабочих Московского орудийного завода (ЗИК № 8)
- дом 25а: Строительная компания «РусИнвест»
- дом 25б: Студия кухни «Домус», Магазин хозяйственных товаров и сантехники «Сан Саныч», жилой комплекс «Золотые ворота»
- дом 25: Супермаркет «Атак»,
- дом 27: Семейная парикмахерская, Маникюр-кафе «О-ля-ля»

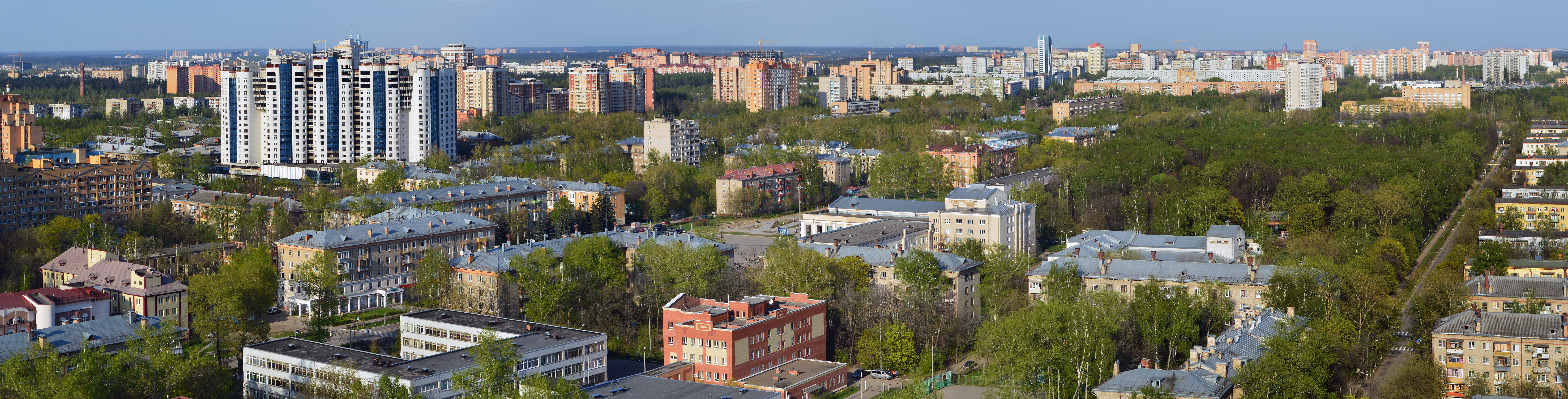
Вид из дома на пересечении улиц Ленина и Гагарина